# Marketing

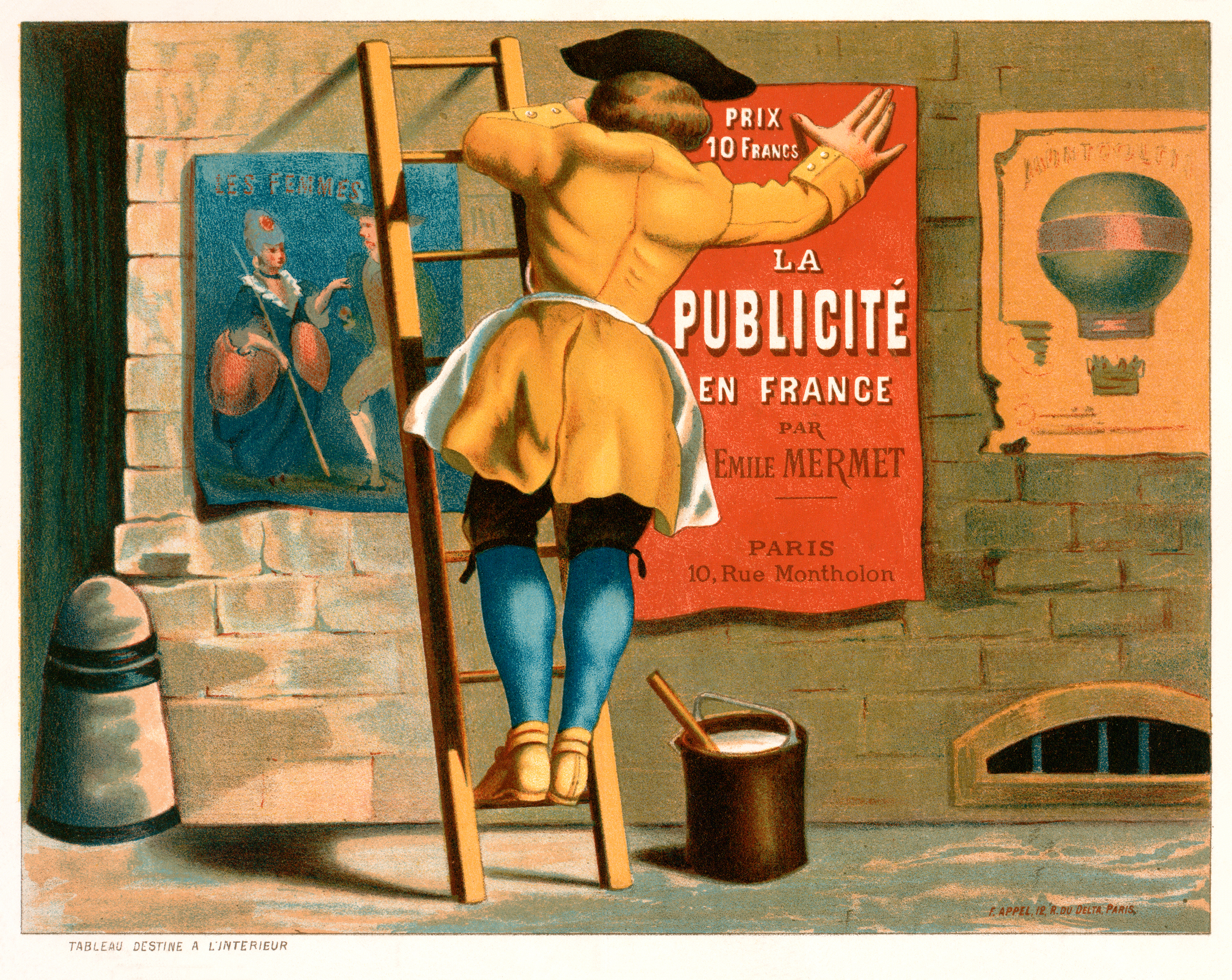
Mężczyzna umieszczający reklamę „La publicité en France par Emile Mermet” na murze miejskim między plakatem przedstawiającym dwie osoby z napisem „les femmes” a plakatem balonu na ogrzane powietrze „Montgolfier”

Marketing – proces, w wyniku którego jednostki i grupy otrzymują to, czego potrzebują poprzez tworzenie, oferowanie oraz swobodną wymianę z innymi towarów i usług, które posiadają wartość. Najkrótsza definicja marketingu brzmi „zaspokajać potrzeby, osiągając zysk”. Dobrze rozumiany marketing to nie zestaw trików i działań doraźnych, lecz przemyślana strategia i wynikająca z niej taktyka działania, dostosowane do docelowych odbiorców, oparte na wiedzy i badaniach, osadzone mocno w realiach rynkowych.
W ramach marketingu można wyróżnić zagadnienia takie jak:
- wyszukiwanie i ocenianie możliwości rynkowych, prowadzących do zaspokojenia potrzeb określonych odbiorców (nabywców) oraz dokładne ustalenie tych potrzeb,
- opracowywanie, na podstawie tej wiedzy, produktu oraz strategii jego dystrybucji,
- przygotowanie odpowiedniej strategii cenowej,
- komunikacja z rynkiem.

## Inne definicje
- marketing to działania, zespół instytucji i procesów służących tworzeniu, komunikowaniu, dostarczaniu i wymianie produktów, które mają wartość dla klientów, partnerów i społeczeństwa (AMA – Amerykańskie Stowarzyszenie Marketingu, 2013)[3],
- marketing jest procesem planowania i realizacji koncepcji, ustalania ceny, promocji i dystrybucji idei, dóbr i usług w celu dokonania wymiany mającej służyć osiągnięciu celów organizacji i jednostek [Kotler, 2002][4],
- marketing w gospodarce socjalistycznej oznacza zbiór reguł postepowania i ich realizację zmierzające do poznania oraz kształtowania popytu i podaży dóbr lub usług, a także optymalizacji ich dystrybucji z punktu widzenia przedsiębiorstwa i konsumenta w aspekcie ogólnogospodarczym oraz społecznym[5].

## Zasady marketingowe
Można wyróżnić 3 podstawowe zasady marketingowe: orientacja na nabywcę, integracja działań marketingowych, zyskowność (w długim horyzoncie czasowym). Podstawową zasadą marketingową jest orientacja na nabywców. Jej realizacja opiera się na wyodrębnieniu i opisie grup nabywców (segmentacja i profilowanie, pozwalające na ich dokładniejszą charakterystykę), wyborze tych, do których kierować będziemy ofertę marketingową (określenie rynku docelowego) oraz działaniach w celu zajęcia optymalnego miejsca w ich świadomości (pozycjonowanie).

## Instrumenty marketingowe
Instrumenty marketingowe tworzą tzw. marketing mix. Najbardziej popularna jest koncepcja 4 P – produkt (product), cena (price), dystrybucja (place) i promocja (promotion). Rozwój marketingu spowodował rozszerzanie tego zestawu do 7 P o kolejne 3 elementy – ludzie (people), świadectwo materialne (physical evidence), proces (process). Istnieją także inne koncepcje instrumentów marketingowych, których przykładem jest koncepcja 4 C – wartość dla klienta (customer value), koszt (cost), wygoda nabycia (convenience), komunikacja (communication) rozszerzonych do 7 C o elementy wiarygodności, wizualnej gwarancji odpowiedniego poziomu jakości świadczonych usług oraz wygody.

## Strategia marketingowa
Strategia marketingowa to sposób, w jaki przedsiębiorstwo zamierza osiągnąć swe cele marketingowe. Odzwierciedla ona poglądy zarządzających przedsiębiorstwem dotyczące wykorzystania posiadanych umiejętności i zasobów na rynku. Podstawą w budowaniu strategii marketingowej jest podjęcie wysiłku związanego z planowaniem marketingowym, którego proces powinien być ściśle powiązany z ogólnym planowaniem strategicznym w firmie. Zgodnie z modelem zaproponowanym przez M. McDonalda na proces strategicznego planowania marketingowego składa się 10 kroków, które w wyniku pogrupowania tworzą cztery zasadnicze fazy postępowania: ustalenie celów (misja, cele firmy), przegląd sytuacji (audyt, przegląd rynku, analiza SWOT), formułowanie strategii (założenia, cele i strategie marketingowe, oszacowanie rezultatów, alternatywne plany i kompozycje marketingowe) oraz alokację zasobów i monitoring (budżet, program wdrożeniowy na pierwszy rok).

## Rodzaje marketingu
- ambient marketing
- content marketing
- employer branding
- growth hacking
- marketing afiliacyjny
- marketing cyfrowy
- marketing internetowy
- marketing mobilny
- marketing narracyjny
- marketing partyzancki
- marketing podstępny
- marketing polityczny
- marketing sensoryczny
- marketing SMS
- marketing społeczny
- marketing sportowy
- marketing szeptany
- marketing wielopoziomowy
- marketing wirusowy
- marketing w wyszukiwarkach internetowych
- marketing zapachowy
- marketing zwrotny
- marketing zaangażowany społecznie
- personal branding
- real-time marketing
- remarketing
- shopper marketing
- social media marketing